# 1987
1987 (MCMLXXXVII) fon un any començat en dijous.

## Esdeveniments
Països Catalans
- 12 de juny, Tarragona: ETA perpetra l'Atemptat d'Enpetrol a la refineria que aquesta empresa tenia al Complex Petroquímic de Tarragona.
- 19 de juny, Barcelona: l'Atemptat de l'Hipercor, causat per un cotxe bomba d'ETA, provoca 21 morts i 45 ferits a de l'Avinguda Meridiana.
- Barcelona: es dissol l'Esbart Verdaguer.[1]

Resta del món
- 19 d'abril: Es va emetre per primera vegada en Estats Units la sèrie d'animació The Simpsons com espai dins del Tracey Ullman Show.
- 25 de març, el Vaticà: el papa Joan Pau II fa pública la seva sisena encíclica, Redemptoris Mater, que versa sobre la Mare de Déu.
- 28 de maig: Mathias Rust aterrà a la Plaça Roja amb una avioneta Cessna burlant tots els sistemes de defensa soviètics.
- 1 de juliol: El Regne Unit començar a expedir, per primer cop, el passaport nacional britànic (d'ultramar) en entrar en vigor Hong Kong (British Nationality) Order 1986.[2]
- 5 de setembre, Amsterdam, Països Baixos: Inauguració de l'Homomonument dedicat als gais i lesbianes.
- 15 d'octubre: cop d'estat contrarevolucionari a Burkina Faso que comporta l'assassinat del president Thomas Sankara i dotze persones més.[3]
- 19 d'octubre: Dilluns Negre El Dow Jones perd més de 500 punts, la pitjor caiguda des del Crac del 29.
- 18 de novembre: S'incendia l'estació londinenca de metro de King's Cross i deixa un balanç de 31 morts.
- 11 de desembre a Saragossa: la banda terrorista ETA atempta contra la casa-caserna de Saragossa, causant 11 morts (entre ells 5 nenes) i 88 ferits.
- 20 de desembre: Larry Wall distribueix la primera versió del llenguatge de programació Perl (Perl 1).

### Art i arquitectura
- Anthony Caro esculpeix el Descobriment de Barcelona.

### Cinema i televisió
| M/d   | títol                        |
| ----- | ---------------------------- |
| 10/28 | Moros y cristianos           |
| 08/28 | Babettes Gaestebud           |
| 08/21 | Dirty Dancing                |
| 10/23 | L'últim emperador            |
| 03/20 | Els bàrbars                  |
| 06/02 | Els intocables d'Elliot Ness |
| 12/01 | Encís de lluna               |
| 12/11 | L'imperi del Sol             |
| 12/11 | Wall Street                  |

Morts
- 22oct  Lino Ventura (Espia, desperta't)

Còmics i literatura
Música
El grup de rock Guitar Wolf es fundà a Nagasaki.

### Premis Nobel
| Camp                  | Guardonats                                               |
| --------------------- | -------------------------------------------------------- |
| Física                | - Johannes Georg Bednorz - Karl Alexander Müller         |
| Química               | - Donald J. Cram - Jean-Marie Lehn - Charles J. Pedersen |
| Medicina o Fisiologia | - Susumu Tonegawa                                        |
| Literatura            | - Joseph Brodsky                                         |
| Pau                   | - Óscar Arias                                            |
| Economia              | - Robert Solow                                           |

### Videojocs
| D.    | títol                            |      | sist.              |
| ----- | -------------------------------- | ---- | ------------------ |
| 07/   | Metal Gear                       | EU   | MSX2               |
| 09/18 | Punch-Out!!                      | UE   | NES                |
| 09/   | After Burner                     | UE   | recreativa         |
|       | Butasan                          | Japó | recreativa         |
|       | Karate King                      | UE   | Amiga              |
|       | Kid Niki: Radical Ninja          | ONU  | recreativa         |
|       | Kozure Ōkami(子連れ狼)           | Japó | recreativa         |
| 02/20 | Contra                           |      | recreativa         |
| 06/   | Double Dragon                    |      | recreativa         |
| 07/   | NetHack                          |      | PC                 |
| 07/10 | Yume Kōjō: Doki Doki Panic       |      | Famicom Disk       |
| 10/05 | Maniac Mansion                   |      | Apple II, C64      |
| 11/15 | The Legend of Zelda              |      | NES PAL            |
|       | Sid Meier's Pirates!             | ONU  | Apple II, C64, IBM |
| 12/29 | Super Contra: Eirian no gyakushū |      | recreativa         |

## Naixements
Països Catalans
- 31 de gener, Montgat, Maresme: Sílvia Domínguez Fernández, jugadora de bàsquet catalana.[6]
- 2 de febrer, Barcelona: Gerard Piqué, futbolista internacional amb Espanya
- 8 de febrer, Stokke: Lise Davidsen, cantant d'òpera noruega.[7]
- 18 d'abril, Terrassa: Glòria Comerma i Broto, jugadora catalana d'hoquei herba que ha jugat com a davantera.[8]
- 20 d'abril, Oviedo, Astúries: Flavita Banana, il·lustradora i dibuixant de vinyetes, resident a Catalunya.[9]
- 4 de maig:
  - Arenys de Mar, Maresme: Cesc Fàbregas, futbolista català.
  - Palma, Illes Balears: Jorge Lorenzo, campió del món de MotoGP.
- 17 de maig, Barcelona: Laia Vives i Clos, jugadora d'hoquei sobre patins catalana, que jugava en la posició de portera.[10]
- 23 de juliol, el Masnou, Maresme: Marc Fernández Usón, jugador de bàsquet que ocupava la posició d'aler.
- 27 d'octubre, Sabadell, Vallès Occidental: Kílian Jornet, esquiador i corredor de muntanya català.
- 8 de desembre, Barcelona: Nil Montserrat, pilot català de fórmula 3.
- 13 de desembre, Barcelona: Berta Velasco Casals, jugadora de futbol sala catalana.[11]

Resta del món
- 19 de gener, Pequín (Xina): Bao Jingjing, escriptora i guionista de cinema i televisió.[12]

- 23 de gener, Marsella: Louisa Necib, centrecampista de futbol amb 140 internacionalitats per a França des del 2005.
- 8 de febrer, Stokke: Lise Davidsen, cantant d'òpera noruega.
- 10 de febrer, Pequín: Yuja Wang, pianista xinesa.
- 1 de març, Nashville, Tennessee, Estats Units d'Amèrica: Kesha Rose Sebert, cantant estatunidenca.
- 6 de març, Berlín Alemanya Occidental: Kevin-Prince Boateng, futbolista ghanès.
- 1 d'abril, Asunción, Paraguai: José Ortigoza, futbolista internacional amb la selecció del Paraguai.
- 19 d'abril, Niàgan, Rússia: Maria Xaràpova, tennista russa.[13]
- 15 de maig, Dunblane, Escòcia: Andy Murray, tennista escocès.[14]
- 22 de maig, Belgrad, Sèrbia: Novak Đoković, tennista serbi.
- 23 de maig - Brooksville: Bray Wyatt, lluitador estatunidenc (m. 2023).
- 10 de juny, Pittsburgh, Pennsilvània, Estats Unitsː Elizabeth Hartman, actriu de cinema, teatre i televisió estatunidenca (n. 1943).[15]
- 21 de juny, Batum, Geòrgia: Khatia Buniatishvili, pianista de concert georgiana i francesa.[16]
- 24 de juny, Rosario (Argentina): Lionel Messi, futbolista argentí.
- 25 de juny, Tirana, Albània: Elis Bakaj, futbolista que juga de migcampista o davanter
- 3 de juliol, Heppenheim, Alemanya: Sebastian Vettel, pilot de Formula 1 campió del món a la Temporada 2010.
- 6 de juliol, Londres, Anglaterra: Kate Nash, cantautora anglesa.[17]
- 28 de juliol, Santa Cruz de Tenerife, Illes Canàries: Pedro Rodríguez Ledesma, futbolista espanyol.
- 8 de setembre, Chongqing, República Popular de la Xina: Domee Shi, animadora, directora i guionista xinesa-canadenca.[18]
- 9 de setembre:
  - Spijkenisse, Països Baixos: Afrojack, punxa-discos i productor musical neerlandès.
  - San Diego: Nicole Aniston, actriu porno i model estatunidenca.
- 18 de setembre, Lisboa: Luísa Sobral, cantant i compositora portuguesa.[19]
- 21 de setembre, Orleans: Quentin de Parseval, defensa de futbol francès.
- 22 de setembre: Bojan Šaranov, futbolista serbi que juga de porter.
- 11 d'octubre, Kamenicë: Musa Hajdari, migfondista kosovar
- 12 d'octubre, Mechelen, Bèlgica: Marvin Ogunjimi, futbolista internacional belga.
- 18 d'octubre, San Luis Obispo, Califòrnia, EUA: Zac Efron, actor i cantant estatunidenc.
- 5 de novembre, Teaneck, Nova Jersey, EUA: Kevin Jonas, actor, guitarrista i cantant dels Jonas Brothers.
- 6 de novembre, Belgrad, Iugoslàvia: Ana Ivanović, jugadora de tennis professional sèrbia.[20]
- 10 de desembre, Brest, França: Gonzalo Higuaín, futbolista franco-argentí.
- 11 de desembre - Brisbane: Alex Russell, Actor australià.
- 19 de desembre, Lió, França: Karim Benzema, futbolista francès.

## Necrològiques
Països Catalans
- 8 de gener - Barcelona: Manuel Blancafort i de Rosselló, compositor català (n. 1897).
- 16 de gener - Sabadell, Vallès Occidental: Andreu Castells i Peig, pintor, historiador i editor català (n. 1918).
- 17 de gener - Barcelona: Josefina Cirera i Llop, ballarina i professora de dansa catalana, en els postulats de la dansa lliure (n. ca. 1890).[21]
- 29 de gener - Barcelona: Josep Vicenç Foix, poeta, periodista i assagista català (n. 1893).
- 18 de febrer - Elx, El Baix Vinalopó: Josefina Manresa, modista i curadora de l'obra del seu marit, Miguel Hernández (n. 1916).[22]
- 8 de març - San Lorenzo de El Escorial,: Manuel Viola, poeta i pintor català (n. 1916).
- 10 de març - Castelló de la Plana (la Plana Alta): Àngel Sánchez Gozalbo, escriptor valencià (n. 1894).
- 19 de març - París (França): Louis-Victor de Broglie, físic francès, Premi Nobel de Física de 1929 (n. 1892).
- 27 de març - Barcelona: Frederic Escofet, polític i militar català (n. 1898).
- 11 de maig - Gandia (la Safor): Alfons Roig Izquierdo, sacerdot, escriptor i crític d'art valencià (n. 1903).[23]
- 17 de juny - Barcelona: Matilde Martínez Domínguez, futbolista gallega, precursora del futbol femení a Catalunya (n.1952).[24]
- 30 de juny - Barcelona: Frederic Mompou i Dencausse, compositor català (n. 1893).[25]
- 19 de juliol - Valença, Rio de Janeiro: Clementina de Jesus, cantant brasilera (n. 1901).[26]
- 19 d'agost - Madrid: Margot Moles Piña, multiesportista catalana pionera, que feia atletisme, hoquei, natació i esquí (n. 1910).[27]
- 11 de setembre - Barcelona: Fidela Renom i Soler, defensora de la dona treballadora i política catalana, primera dona elegida regidora a Sabadell (n. 1891).[28]
- 28 de novembre - Barcelona: Elisabeth Mulder, escriptora, poeta i narradora, traductora, periodista i crítica literària catalana en castellà (n. 1904).[29]
- 28 de desembre - Barcelona: Pau Civil i Costa, tenor català (n. 1899).
- 31 de desembre - Castelló de la Plana (la Plana Alta): Miquel Peris Segarra, poeta valencià (n. 1917).
- Barcelona: Lola Bech i Beltran, pintora (n. 1907).[30]

Resta del món
- 22 de febrer - Pittsburgh (Pennsilvània), EUA: Andy Warhol, pintor, figura central del corrent del pop art.[31]
- 23 de febrer - Setúbal: Zeca Afonso, compositor de música i cantautor portuguès, autor de Grândola, Vila Morena (n. 1929).[32]
- 3 de març - Los Angeles (Califòrnia, EUA): Danny Kaye, actor de cinema i cantant estatunidenc (n. 1911).[33]
- 19 de març - París (França): Louis-Victor de Broglie, físic francès, Premi Nobel de Física de 1929 (n. 1892).
- 11 d'abril - Torí (Itàlia): Primo Levi, escriptor italià d'origen jueu (n. 1919).[34]
- 3 de maig - el Caire, Egipte: Dalida, cantant i actriu d'origen italià i nacionalitat francesa, nascuda al Caire (n. 1933).[35]
- 9 de maig - Ikenne (Nigèria): Obafemi Awolowo, polític i advocat nigerià, Primer Ministre de Nigèria Occidental (1954), (n. 1909).[36]
- 17 de maig - Danderyd (Suècia): Gunnar Myrdal, economista i polític suec, Premi Nobel d'Economia de l'any 1974 (n. 1898).[37]
- 26 de maig - Hermosillo, Sonora, Méxic: Emiliana de Zubeldía, pianista i compositora navarresa.[38]
- 27 de maig - Wickenburg, Estat de Nova York, Estats Units d'Amèrica: John Howard Northrop, químic estatunidenc, Premi Nobel de Química de l'any 1946 (n. 1891).[39]
- 3 de juny - Madrid: Andrés Segovia, guitarrista espanyol (n. 1893).
- 9 de juny - París: Monique Haas, pianista francesa (n. 1909).[40]
- 13 de juny - Nova York, Estats Units: Geraldine Page , actriu estatunidenca (n. 1924).[41]
- 17 de juny, Tòquio: Yasuo Haruyama, futbolista.
- 26 de juny, Maarheeze (Països Baixos): Henk Badings, compositor neerlandès (n. 1907).[42]
- 27 de juny, Barcelona: Felipe Lafita Babío, enginyer naval basc, acadèmic de la Reial Acadèmia de Ciències Exactes, Físiques i Naturals (n. 1902).[43]
- 8 de juliol, Madrid (Espanya): Gerardo Diego Cendoya, poeta i escriptor espanyolpertanyent a l'anomenada Generació del 27 (n. 1896).[44]
- 1 d'agost, San Antonio (Texas), EUA: Pola Negri, actriu polonesa dedicada al teatre i després al cinema mut (m. 1897).[45]
- 17 d'agost, Berlín (Alemanya): Rudolf Hess, polític alemany, militant del Partit Nazi.[36]
- 3 de setembre, Buffalo, Nova York (EUA): Morton Feldman, compositor estatunidenc (n. 1926).[46]
- 11 de setembre - Kingston (Jamaica): Peter Tosh, músic jamaicà (n. 1944).[47]
- 23 de setembre - Washington DC (EUA): Bob Fosse, ballarí i coreògraf estatunidenc (n. 1927).[48]
- 25 de setembre - Nova York, EUA: Victoria Kent, advocada i política, pionera feminista espanyola (n. 1892).[49]
- 2 d'octubre, 
  - Marbella: Madeleine Carroll, actriu britànica, molt popular en les dècades de 1930 i 1940 (n. 1906).[50]
  - Londres: Peter Medawar, zoòleg i biòleg anglès d'origen brasiler, Premi Nobel de Medicina o Fisiologia de l'any 1960 (n. 1915).[51]
- 9 d'octubre - Brookline, Massachusetts (EUA): William Parry Murphy, metge nord-americà, Premi Nobel de Medicina o Fisiologia de l'any 1934 (n. 1892).
- 13 d'octubre - Seattle, Washington (EUA): Walter Houser Brattain, físic estatunidenc, Premi Nobel de Física de l'any 1956 (n. 1902).
- 19 d'octubre - Londres (Anglaterra): Jacqueline du Pré, violoncel·lista anglesa de relleu excepcional (n. 1945).[52]
- 20 d'octubre - Moscou (Rússia): Andrei Kolmogórov, matemàtic rus.
- 30 d'octubre - Honolulu, Hawaii: Joseph Campbell, professor estatunidenc especialitzat en mitologia comparada i religió (n. 1904).[53]
- 18 de novembre - Rouen, França: Jacques Anquetil, ciclista francès (n. 1934).
- 2 de desembre - Buenos Aires (Argentina): Luis Federico Leloir, metge i bioquímic argentí, Premi Nobel de Química de l'any 1970 (n. 1906).
- 4 de desembre -Tiblisi (Georgia): Rouben Mamoulian, director de cinema americà (n. 1897).[54]
- 9 de desembre - Barcelona: María Francés, actriu espanyola (m. 1887).[55]
- 17 de desembre - Maine, EEUUː Marguerite Yourcenar, escriptora francesa, primera dona membre de l'Académie Française (n. 1903).[56]
- 22 de desembre - Burbank, Los Angelesː Alice Terry, directora i actriu de cinema mut.[57]
- 29 de desembre - Hoboken, Nova Jersey: Patrick Bissell, ballarí estatunidenc.
- França: Alice Leigh-Smith, física nuclear anglesa d'origen croat (n. 1907).[58]